# Монтроз (Арканзас)
Монтроз или Монтроуз (англ. Montrose, Arkansas) — город, расположенный в округе Ашли (штат Арканзас, США) с населением в 526 человек по статистическим данным переписи 2000 года.

## География
По данным Бюро переписи населения США город Монтроз имеет общую площадь в 1,29 квадратных километров, водных ресурсов в черте населённого пункта не имеется.
Город Монтроз расположен на высоте 38 метров над уровнем моря.

## Демография
По данным переписи населения 2000 года в Монтрозе проживало 526 человек, 129 семей, насчитывалось 188 домашних хозяйств и 220 жилых домов. Средняя плотность населения составляла около 438 человек на один квадратный километр. Расовый состав Монтроза по данным переписи распределился следующим образом: 26,24 % белых, 71,86 % — чёрных или афроамериканцев, 0,19 % — представителей смешанных рас, 1,71 % — других народностей. Испаноговорящие составили 1,90 % от всех жителей города.
Из 188 домашних хозяйств в 36,2 % — воспитывали детей в возрасте до 18 лет, 45,7 % представляли собой совместно проживающие супружеские пары, в 17,6 % семей женщины проживали без мужей, 30,9 % не имели семей. 27,7 % от общего числа семей на момент переписи жили самостоятельно, при этом 13,3 % составили одинокие пожилые люди в возрасте 65 лет и старше. Средний размер домашнего хозяйства составил 2,80 человек, а средний размер семьи — 3,45 человек.
Население города по возрастному диапазону по данным переписи 2000 года распределилось следующим образом: 32,3 % — жители младше 18 лет, 9,1 % — между 18 и 24 годами, 27,4 % — от 25 до 44 лет, 19,4 % — от 45 до 64 лет и 11,8 % — в возрасте 65 лет и старше. Средний возраст жителей составил 33 года. На каждые 100 женщин в Монтрозе приходилось 91,3 мужчин, при этом на каждые сто женщин 18 лет и старше приходилось 86,4 мужчин также старше 18 лет.
Средний доход на одно домашнее хозяйство в городе составил 20 625 долларов США, а средний доход на одну семью — 22 361 доллар. При этом мужчины имели средний доход в 24 688 долларов США в год против 15 536 долларов среднегодового дохода у женщин. Доход на душу населения в городе составил 10 363 доллара в год. 30,4 % от всего числа семей в округе и 34,9 % от всей численности населения находилось на момент переписи населения за чертой бедности, при этом 51,0 % из них были моложе 18 лет и 28,8 % — в возрасте 65 лет и старше.